# クースー! 〜さくらと秋奈 夢の酒〜
『クースー！ 〜さくらと秋奈 夢の酒〜』（クースー さくらとあきな ゆめのさけ）は、あおきてつおによる日本の漫画作品。『ビジネスジャンプ』（集英社）にて、2009年7号から15号、16号、18号から2010年1号まで連載された。

## ストーリー
主人公の水野さくらは酒をこよなく愛する20歳で、実家は父が営む蔵元「ちゅらぢゅら酒造」。そこを訪れるために15年ぶりに沖縄に帰郷する。しかしちゅらぢゅら酒造は廃業し、荒れ果てていた。さくらは実家の復興に向けて動き出すが、資金難という問題に直面し、さくらは意外な方法で危機に立ち向かう。さくらに協力する秋奈は印南酒造が支援するカクテルコンテストへの出場を強く決意し、天才テイスターの火浦に教えを請う。これは2人の女性による蔵元復興物語である。

## 登場人物
水野さくら（みずの さくら）
本作の主人公。20歳。「ちゅらぢゅら酒造」の復興を目指し、奮闘の日々を送る。いつも明るくてめげない性格。
沢秋奈（さわ あきな）
美貌の人気バーテンダーだが、実は洋酒が全く飲めない。何とかさくらに協力する。
照屋岩男（てるや いわお）
かつては腕利きの杜氏だったが、味覚障害を患い、今では酒の味が全く分からなくなってしまった。
火浦一馬（ひうら かずま）
元・印南酒造の天才テイスター。「ちゅらの舞い」とそっくりな「合掌」という酒を造り上げた。

## 書誌情報
- あおきてつお『クースー！ 〜さくらと秋奈 夢の酒〜』集英社〈ヤングジャンプ・コミックス〉、全2巻
  1. 2009年8月24日発行（8月19日発売[6]）、ISBN 978-4-08-877708-5
  2. 2010年1月24日発行（1月19日発売[7]）、ISBN 978-4-08-877793-1